# قناة أبو ظبي
تلفزيون أبوظبي، جزء من شبكة أبو ظبي للإعلام التي حلت عام 2008 بديلا عن مؤسسة الإمارات للإعلام التي أُسِّست عام 1999 وكانت تملكها بالكامل حكومة أبوظبي وتضم إلى جانب قناة أبوظبي، قناة أبوظبي الرياضية وقناة أبوظبي الإمارات وإذاعة أبوظبي وإذاعة القران الكريم وإذاعة إمارات fm وجريدة الاتحاد ومجلة زهرة الخليج ومجلة ماجد للأطفال ومجلة سوبر الرياضية وصحيفة the national الصادرة باللغة الإنجليزية.
تسعى إدارة المرناة (التلفزيون) للقيام بدور رائد ومتميز في تطوير جميع القنوات الفضائية ونقل الإعلام التلفزيوني لدولة الإمارات إلى فضاء عربي واسع. كما تعمل على مواجهة تحديات المستقبل في مجالات الإنتاج التلفزيوني والمساهمة بالنهوض بالإعلام والثقافة في الدولة ونشر الرسالة الإعلامية والمرئية بما يحقق أوسع انتشار لها داخل الدولة وخارجها والمساهمة بالنهوض بالإعلام والثقافة، إضافة إلى المحافظة على المصداقية وإيصال الرسالة الإعلامية الهادفة.
وتعتبر قناة أبو ظبي الفضائية هي الامتداد الأول لمرناة الإمارات العربية المتحدة من أبوظبي إلى جانب القنوات الأخرى. حيث بدأ المرناة (التلفزيون) إرساله (الأبيض والأسود) في أغسطس 1969م وبدأ إرساله الملوّن بنظام بال في 4 ديسمبر 1974. وهو أول محطة تلفزيونية في دولة الإمارات العربية المتحدة.
ومرناة دولة الإمارات من أبوظبي عضو مؤسس في جهاز تلفزيون الخليج وفي اتحاد إذاعات الدول العربية واتحاد الدول الإسلامية واتحاد إذاعات الدول الآسيوية، وعضو منتسب في اتحاد إذاعات الدول الأوروبية.

## بداية الإرسال الفضائي
بدأت قناة أبوظبي الفضائية إرسالها بشكل منتظم في 15 تشرين الثاني 1992 عبر القمر الصناعي عربسات a1 ثم واصلت إرسالها عبر القمر الصناعي عربسات a2 ثم بدأ بثها على مختلف الأقمار الصناعية الأخرى لتصل إلى جميع أرجاء العالم.
وتركز القناة على قواعد أساسية قوامها أنها قناة إسلامية تنطلق من الإطار المحلي إلى الأفق العالمي وتلبي حاجات المشاهدين في دولة الإمارات العربية المتحدة وخارجها تبعا لاختلاف البيئة والمحيط الثقافي والنطاق الإقليمي والمعتقد الديني والسياسي في محاولة لتحقيق التوازن المطلوب.
أما قناة أبوظبي بشكلها الحالي فقد انطلقت في 30 يناير 2000م متوجهة إلى جميع المشاهدين العرب في مختلف أنحاء العالم. وتركز القناة على باقـة من الخدمات والبرامج الإخبارية الشاملة التي تغطي أحداث العالم إذ تمكنت من تحقيق حضور قوي لدى شريحة كبيرة من الجماهير العربية حتى أصبحت تنافس بل وتتفوق على العديد من المحطات الأخرى المماثلة. وبالإضافة إلى خدمتها الإخبارية تقوم قناة أبوظبي بإنتاج نسبة عالية من البرامج التي تُبث من خلالها والتي تشمل البرامج الحوارية والسياسية والثقافية والاجتماعية والترفيهية والوثائقية والتقارير والمسلسلات الدرامية.

الشعار القديم لقناة أبو ظبي

## ارتباط القناة بشركة أبوظبي للاعلام
في عام 2008 أصدر رئيس دولة الإمارات صاحب السمو الشيخ خليفة بن زايد آل نهيان قرارا يقضي بإنشاء شركة أبوظبي للإعلام وإلحاق كافة مؤسسات مؤسسة الإمارات للإعلام بها.
ونص القانون على أن تنشأ في الإمارة شركة مساهمة عامة مملوكة بالكامل لحكومة أبوظبي تسمى "شبكة أبو ظبي للإعلام " تتمتع بالشخصية الاعتبارية والاستقلال المالي والإداري والأهلية القانونية الكاملة للتصرف وعلى أن يكون المركز الرئيس للشركة في مدينة أبوظبي. ويحق لمجلس إدارة الشركة أن ينشئ لها فروعاً داخل الإمارة أو خارجها.
وحدد القانون أهداف الشركة في القيام بجميع الأعمال المتعلقة بالإذاعة والتلفزيون والإعلام، بما في ذلك على سبيل المثال لا الحصر الإرسال والبث الإذاعي المسموع والمرئي والإنتاج والتسويق والدعاية والإعلان والخدمات الناشئة عنها أو المتعلقة بها داخل الإمارة وخارجها وتقديم خدمات الإعلام عبر الإنترنت أو من خلال أي وسيلة من وسائل التكنولوجيا وإصدار الصحف والمجلات والمطبوعات باللغة العربية، واللغات الأجنبية الأخرى، إضافةً إلى القيام بعمليات الطباعة والنشر والتوزيع والدعاية والإعلان وتدريب أبناء الدولة وتأهيلهم وتحفيز ذوي الكفاءة منهم للالتحاق بمختلف مجالات عمل الشركة.
وبموجب القرار، تم تشكيل مجلس الإدارة للشركة من كل محمد خلف المزروعي ويتولَّى حاليا المسؤولية التنفيذية لهيئة التراث وتضم في عضويتها كلا من أحمد علي الصايغ الذي يرأس شركتي الدار العقارية ودولفين لنقل الغاز القطري للإمارات نائباً للرئيس ومحمد عمر عبد الله وكيل دائرة التخطيط والاقتصاد في أبوظبي ومبارك حمد المهيري مدير عام هئية التطوير السياحي في أبوظبي وعبد الله مصلح الأحبابي وتكون مدة عضوية المجلس ثلاث سنوات قابلة للتجديد. وبموجب القرار ستتحول ملكية كل من قناة أبوظبي الفضائية وقناة أبوظبي الرياضية وإذاعة أبوظبي وإذاعة إمارات إف إم وإذاعة القرآن الكريم وجريدة الاتحاد ومجلة زهرة الخليج ومجلة السوبر ومجلة ماجد إلى الشركة إضافة إلى جميع الأصول الثابتة والمنقولة التابعة لهذه الوحدات.
وفي عام 2010 أصدر الشيخ محمد بن زايد آل نهيان ولي عهد أبوظبي قرارا بإعادة تشكيل مجلس إدارة شركة أبوظبي للاعلام برئاسة محمد مبارك المزروعي خلفا لمحمد خلف المزروعي الذي عين بمنصب مستشار للإعلام في ديوان ولي عهد أبوظبي .

## الترددات
| القمر    | التردد | الاستقطاب | الترميز | صيغة البث |
| -------- | ------ | --------- | ------- | --------- |
| ياه سات  | 11861  | افقي      | 27500   | HD        |
| نايل سات | 11411  | أفقي      | 30000   | HD        |
| بدر      | 11804  | افقي      | 27500   | SD        |